# Montoulieu-Saint-Bernard
Montoulieu-Saint-Bernard is een gemeente in het Franse departement Haute-Garonne (regio Occitanie) en telt 157 inwoners (2004). De plaats maakt deel uit van het arrondissement Saint-Gaudens.

## Geografie
De oppervlakte van Montoulieu-Saint-Bernard bedraagt 4,8 km², de bevolkingsdichtheid is 32,7 inwoners per km².
De onderstaande kaart toont de ligging van Montoulieu-Saint-Bernard met de belangrijkste infrastructuur en aangrenzende gemeenten.

## Demografie
Onderstaande figuur toont het verloop van het inwonertal (bron: INSEE-tellingen).